# Chalcides bottegi
Chalcides bottegi är en ödleart som beskrevs av  George Albert Boulenger 1898. Arten ingår i släktet Chalcides, och familjen skinkar. Inga underarter finns listade i Catalogue of Life.